# Groove Adventure Rave 2: Hikari to jami no daikesszen
A Groove Adventure Rave 2: Hikari to jami no daikesszen (GROOVE ADVENTURE RAVE ～光と闇の大決戦～; Hepburn: Groove Adventure Rave 2: Hikari to yami no daikessen; Észak-Amerikában Rave Master: Special Attack Force!) egy 2D verekedős videójáték, amelyet a Konami fejlesztett és adott ki Game Boy Advance-re 2002-ben. Észak-Amerikában szintén a Konami jelentette meg 2005-ben, Rave Master: Special Attack Force! cím alatt. A játék a Groove Adventure Rave animesorozaton alapszik.

## Játékmenet
A játékban ötféle mód érhető el: történet (Story), rangszerzés (Ranking), szabad küzdelem (Free battle), edzés (Training) és többjátékos mód (Link play). 14 szereplő közül lehet választani, 2–4 játékos játszhatja. A küzdelmek arénában vagy egy- vagy többszintű platformokon zajlódnak, amelyek a sorozat helyszíneit idézik. Szerep jut a környezetnek és időnként előugráló eszközöknek. A harc kombórendszerű, lényeges szerepe van az időzítésnek.

## Játszható szereplők
- Haru Glory
- Elie
- Musica
- Let Dahaka
- Griffon Kató (Plue-val)
- Ruby
- Celia
- Sieg Hart
- Gale Raregroove
- Gale Glory
- Reina
- Lucia
- Ogre
- Pumpkin Drew

## Fogadtatás
A játék megítélése eltérő, az IGN alacsony 3,5/10-es pontozást adott, míg az X-Play 3/5-öst. Az X-Play megállapította, hogy a színes grafika, az éles beszéd, a játékmódok választéka és a szórakoztató multiplayer ellenére a karakterek között jelentős a kiegyenlítetlenség és a számítógép „piszkosul” játszik. Craig Harris, az IGN kritikusa is megemlítette, hogy a játék „hihetetlenül kiegyensúlyozatlan”, ami miatt egyszerűen nem élvezet vele a játék. Harris jellegében a Nintendo Super Smash Bros. játékaihoz, stratégiájában pedig a Fire Emblem sorozathoz hasonlította.